# Pietro Custodi
Pietro Custodi (Galliate, 29 novembre 1771 – Galbiate, 15 maggio 1842) è stato uno storico, letterato e politico italiano.

## Biografia
Fu in gioventù fervente patriota, opponendosi all'alleanza con la Francia e all'amministrazione della Repubblica Cisalpina. Nell'agosto del 1798 curò a Milano il giornale Il Tribuno del Popolo, foglio in cui si scagliava contro il governo francese, « stormo di avvoltoi » che aveva portato a esaurimento « la pazienza dei popoli », e anche Napoleone veniva trattato con durezza; se ne condannava infatti lo spirito dittatoriale e gli eccessivi poteri autoconferitisi, al punto che l'autorità di cui godeva era superiore anche a quella di cui poteva disporre Luigi Capeto « nella prima regia costituzione ». Dopo tre numeri, Bonaparte decretò la soppressione del Tribuno e l'arresto di Custodi, il quali riuscì a fuggire e poté riguadagnare Milano a fine ottobre, grazie a una supplica rivolta dalla madre al Corso.
Collaborò quindi al Monitore Italiano, dove il suo nome, taciuto nei primi numeri, appare a partire dall'11 marzo. L'8 marzo scrisse una Memoria in cui si scagliò contro il patto di alleanza con la Francia, e questo gli valse un nuovo arresto, disposto cinque giorni più tardi dal generale Leclerc. Scarcerato alla fine del mese, riprese a scrivere per il giornale, prima che venisse chiuso.
Ebbe ruoli di rilievo nel napoleonico Regno d'Italia, e curò in un'importante collana l'edizione degli scritti degli economisti italiani dal XVI al XVII secolo.
Il fondo conservato nella Biblioteca Angelo Mai, impropriamente considerato archivio, è formato da 8 faldoni comprendenti lettere e documentazione, datata dal XVII al XIX secolo, relativa anche alla famiglia Custodi.
Il suo archivio è custodito in gran parte nella Biblioteca nazionale di Francia e, in minima parte, presso la Biblioteca Ambrosiana.